# Thorkild Gravlund
Thorkild Thastum Gravlund (indtil 23. august 1905 Thorkild Thastum Gravlund Nielsen)) (16. august 1879 på Reersø – 4. december 1939 på Reersø) var en dansk forfatter og folkemindeforsker.
Thorkild Gravlunds liv og virke er knyttet til halvøen Reersø pr. Gørlev mellem Korsør og Kalundborg på Sjællands vestkyst. Han var søn af en skolelærer, der i 1878 var tilflyttet fra Store Heddinge. Her indrettede han sit gæstfrie hjem »Sandhagen«, da han i 1903 blev gift med lærerdatteren Helga, f. Thastum.
Gravlund begyndte som 18-årig en læreruddannelse på Jonstrup Seminarium, men han knækkede halsen på matematikken og fuldførte ikke. Han gik nu i gang med at studere folkeminder og rejste rundt i hele Danmark og indsamlede materiale, han benyttede i forfatterskabet. Da folkemindeforskeren Axel Olrik udskrev en prisopgave i »folkekarakteristik af en dansk egn«, vandt Gravlund med en folkloristisk skildring af Reersø.
Derefter fulgte et stort forfatterskab (bøger og artikler) inden for historie og folkeminder. Gravlund var i høj grad nationalt forankret; nationalist og dansker. Under besættelsen blev han taget til indtægt for tysk nationalisme.
I 1926 tog han initiativ til oprettelsen af Reersø Museum.